# Bárdos Pál
Bárdos Pál (Makó, 1936. március 30. – Budapest, 2017. június 26.) magyar író, egyetemi adjunktus (1959–1972), a Magyar Rádió főmunkatársa, a Rádiószínház dramaturgja (1972–1996). Fia Bárdos András újságíró, televíziós műsorvezető. Felesége, Fenákel Judit írónő.

## Életpályája
Nevelőapja Bárdos Miklós, anyja Földes Erzsébet volt. 1958-ban kötött házasságot Fenákel Judit író, újságíróval. Két fiuk született: Bárdos László (1960) és Bárdos András (1964). 1959-ben végzett a József Attila Tudományegyetem Bölcsészettudományi Karának magyar–történelem szakán. 1959–1960-ban a szegedi Ságvári Gyakorló Gimnázium (mai nevén: SZTE Báthory István Gyakorló Gimnázium és Általános Iskola) tanára volt. 1960–1972 között adjunktus volt az egyetem irodalomtörténeti tanszékén. 1972-ig Szegeden élt, tanársegéd volt. 1972–1996 között a Magyar Rádió főmunkatársa, a Rádiószínház dramaturgja volt. 1983-tól a Játékszínben is végzett dramaturgiai munkát. 1996-ban nyugdíjba vonult.
2017. július 2-án kísérték utolsó útjára a budapesti Kozma utcai izraelita temetőben.

## Főbb művei

### Regények és elbeszélések
- Nyolc lány meg a Sárkány ; elbeszélések, 1959, Szeged Tiszatáj
- Zűrzavar (regény), 1962, Budapest, Magvető
- Estétől reggelig ; Regény, 1966, Budapest, Szépirodalmi
- Különös ismertetőjele a félelem ; Regény, 1967, Budapest, Szépirodalmi
- Négyszáz forint ; Elbeszélések, 1971, Budapest, Szépirodalmi
- Az elintézetlen ügy ; Regény, 1971, Budapest, Szépirodalmi
- Az első évtized ; Regény, 1975, Budapest, Szépirodalmi
- A kancsal és a démonok ; Regény, 1979, Budapest, Szépirodalmi
- A második évtized; Regény, 1981, Budapest, Szépirodalmi
- Tükör előtt ; Elbeszélések, 1984, Budapest, Szépirodalmi
- Sose lesz vége ennek a napnak ; Regény, 1985, Budapest, Magvető
- Az első évtized ; Regény. 2. kiadás, 1985, Budapest, Szépirodalmi
- Stan és Pan ; Regény, 1988, Budapest, Magvető
- Leszámolás ; Regény, 1995, Budapest, Cserépfalvi
- Mózes, az egyiptomi; Regény, 2000, Budapest, Türelem Háza bt.
- Stan és Pan ; Regény 2. kiadás, 2001, Budapest polgART
- Emlékkönyv; Regényszerű elbeszélésfüzér, 2004, Budapest, Aura Kiadó
- Dögcédulák; Regényszerű elbeszélésfüzér, 2006, Budapest, Aura Kiadó
- Mindenféle tünemények, 2006, Budapest, Babel Kiadó
- Keresztül-kasul az életen, 2008, Budapest, Novella kiadó
- Pótkötet a Keresztül-kasul az életen című kötethez; Novella, Budapest, 2009
- Frau Földes von Makó, 2012, Budapest, Syllabux Könyvkiadó
- A gyomorbajos nyomozó esete 2012, Syllabux kiadó
- Frau Földes von Makó 2,3,4 , 2013, Syllabux Kiadó
- Pagoda, 2014, Syllabux Kiadó
- A gyomorbajos nyomozó esete a szerelemmel 2016 Syllabux kiadó
- Stan és Pan. Vadászat Mengelére; 3. kiad.; XXI. Század, Budapest, 2016

### Drámák
- Úriszék; Színmű 3 felvonásban; Szegedi Nemzeti Színház
- Úriszék ; 3 részes rádióváltozat; Magyar Rádió
- Az ajtó ; Operaszövegkönyv; Semperoper Drezda

### Televízió
- Négyszáz forint; Film; Magyar Televízió
- Az ajtó ; Tv játék; Magyar Televízió

### Hangjátékok
- Volt itt egy asztalos; Magyar Rádió
- Doktor Fux találmánya; Magyar Rádió
- A költő és a király; Magyar Rádió
- A bon; Magyar Rádió
- Kísértetház; Magyar Rádió
- A rémbakter; Magyar Rádió, MDR
- Ki az az Emilia?; Magyar Rádió
- A goromba tábornok esete; Magyar Rádió
- A közös öltöző foglyai; Magyar Rádió

### Dokumentumdrámák
- Rákóczi induló; Magyar Rádió,
- Szép Ernő voltam; Magyar Rádió

### Antológiák
- Szegedi Fiatalok
- Visszhang
- Körkép
- Szülőföldem Magyarország
- Szegedtől Szegedig
- Szerelmes novellák
- Makói Holokauszt Emlékkönyv
- Magyar Királyok
- Magyar Honvédsorsok
- Itt nincsenek pillangók?

## Folyóiratok és újságközlések
- Kortárs
- Új Írás
- Élet és Irodalom
- Tiszatáj
- Délmagyarország
- Csongrád Megyei Hírlap
- Népszabadság
- Új tükör
- Rakéta Regényújság
- CET
- Múlt és Jövő
- Szombat (újság)
- Színház (újság)
- Tekintet (folyóirat)